# Bi-curious
Termín bi-curious, do češtiny překládaný jako bi-kuriózní či bi-zvědavý, obvykle označuje osobu, která se sama identifikuje jako heterosexuální a zároveň se zajímá nebo je otevřená sexuální aktivitě s osobou stejného pohlaví. Termín se někdy používá i pro popis širokého spektra sexuální orientace mezi heterosexualitou a bisexualitou. Toto spektrum může zahrnovat i jedince převážně heterosexuální nebo převážně homosexuální, kteří se neidentifikují jako bisexuální. Pro bi-zvědavé lidi se používají také termíny heteroflexibilní a homoflexibilní, ačkoli někteří autoři rozlišují heteroflexibilitu a homoflexibilitu jako samostatnou preferenci, která podle nich postrádá onu „touhu experimentovat se sexualitou“, kterou implikuje bi-zvědavost.

## Etymologie
Podle některých zdrojů (Merriam-Webster) začal anglický termín bi-curious nabývat na popularitě po roce 1984, zatímco The New Partridge Dictionary of Slang and Unconventional English a Oxford Dictionaries' Lexico datují jeho vznik do roku 1990. Podle Dictionary.com došlo k prvnímu použití termínu mezi roky 1980 a 1985.